# Pan Smród
Pan Smród (ang. Mr. Stink) – brytyjski komediodramat z 2012 roku w reżyserii Declana Lowneya. Wyprodukowana przez British Broadcasting Corporation (BBC). Zrealizowany na podstawie książki Davida Walliamsa pt. Mr Stink, wyprodukowanej w 2009 roku.
Premiera filmu miała miejsce w Wielkiej Brytanii 23 grudnia 2012 roku. W Polsce premiera filmu odbyła się 6 grudnia 2014 roku na antenie Nickelodeon Polska.

## Opis fabuły
Film opisuje historię dwunastoletniej dziewczyny Chloe Croombe (Nell Tiger Free), która przybywa do nowej szkoły i nie znajduje żadnych kolegów, a jej matka koncentruje się tylko i wyłącznie na swojej politycznej karierze. Pewnego dnia Chloe przypadkowo poznaje bezdomnego mężczyznę – Pana Smroda (Hugh Bonneville) oraz jego psa. Dziewczyna oferuje mu schronienie i zapewnienie pomocy. Pan Smród postanawia opowiedzieć Chloe straszną historię ze swojego życia.

## Produkcja
Zdjęcia do filmu kręcono w Hemel Hempstead w Anglii.

## Obsada
- Hugh Bonneville jako pan Smród
- Sheridan Smith jako pani Croombe, matka Chloe
- Nell Tiger Free jako Chloe Croombe
- David Walliams jako premier
- Isabella Blake-Thomas jako Annabelle
- Steve Pemberton jako pan Derek Dimble
- Johnny Vegas jako pan Croombe, ojciec Chloe
- Harish Patel jako Raj
- Jemma Donovan jako Pippa

i inni.

## Wersja polska
W wersji polskiej występują:
- Andrzej Blumenfeld – Pan Smród
- Izabella Bukowska-Chądzyńska – mama
- Sławomir Holland – tata

oraz:
- Aleksandra Radwan – Chloe

W pozostałych rolach:
- Natalia Jankiewicz – Annabelle
- Joanna Pach-Żbikowska – Pippa
- Cezary Kwieciński – Raj
- Zbigniew Suszyński – premier
- Waldemar Barwiński – prezenter #1
- Robert Tondera – prezenter #2
- Katarzyna Skolimowska – kobieta zadająca pytanie
- Klaudiusz Kaufmann – Clyde Langer we fragmencie Przygód Sary Jane
- Tomasz Jarosz – kandydat na posła
- Jacek Wolszczak – prezenter #3

i inni
Wersja polska: na zlecenie Nickelodeon Polska – Master Film

Nadzór merytoryczny: Katarzyna Dryńska
Lektor: Dariusz Odija